# قانون استوکس
در سال ۱۸۵۱، جورج گابریل استوکس معادله‌ای را که اکنون به نام قانون استوکس شناخته می شود، برای نیروی اصطکاک - که نیروی کشش نیز نامیده می شود - استخراج کرد که بر اجسام کروی با اعداد رینولدز بسیار کوچک در یک جریان استوکس اعمال می شود. قانون استوکس با حل حد جریان استوکس برای اعداد کوچک رینولدز معادلات ناویر-استوکس به دست می آید.

## تعریف قانون
نیروی گران‌روی روی یک کره کوچک که در یک شاره با گران‌روی حرکت می کند به صورت زیر به دست می آید:
{\displaystyle F_{\rm {d}}=6\pi \mu Rv}
جایی که:
- F d نیروی اصطکاک است - معروف به کشش استوکس - که بر سطح مشترک بین شاره و ذره اثر می کند.
- μ، گران‌روی دینامیکی است. (بعضی نویسندگان از نماد η استفاده می کنند).
- R شعاع جسم کروی است.
- v سرعت جریان نسبت به جسم است.

در دستگاه بین‌المللی یکاها، Fd بر حسب نیوتن (= kg ms −2 )، μ بر حسب پاسکال در ثانیه (= kg m −1 s −1 )، R بر حسب متر، و v بر حسب متر بر ثانیه داده می شود.
قانون استوکس مفروضات زیر را برای رفتار یک ذره در یک شاره بیان می کند:
- جریان آرام
- ذرات کروی
- مواد همگن (یکنواخت در ترکیب).
- سطوح صاف
- ذرات با یکدیگر تداخل ندارند.

برای مولکول‌ها از قانون استوکس برای تعیین شعاع و قطر استوکس استفاده می شود.
واحد دستگاه واحدهای سانتیمتر–گرم–ثانیه گران‌روی سینماتیکی پس از کار او "استوکس" نامیده شد.

## کاربردها
قانون استوکس اساس ویسکومتر سقوط کره است که در آن شاره در یک لوله شیشه‌ای عمودی ساکن است. کره‌ای با اندازه و چگالی شناخته شده اجازه دارد از طریق مایع پایین بیاید. اگر به درستی انتخاب شود، به سرعت حد می‌رسد، که می‌تواند با مدت زمانی که طول می‌کشد تا از دو علامت موجود روی لوله رد شود، اندازه گیری شود. برای شاره‌های مات می‌توان از سنجش الکترونیکی استفاده کرد. با دانستن سرعت حد، اندازه و چگالی کره و چگالی مایع، می‌توان از قانون استوکس برای محاسبه گران‌روی شاره استفاده کرد. یک سری بلبرینگ فولادی با قطرهای مختلف معمولاً در آزمایش کلاسیک برای بهبود دقت محاسبات استفاده می‌شود. در آزمایش مدرسه از گلیسیرین یا عصاره طلایی به عنوان مایع استفاده می‌شود و این تکنیک به صورت صنعتی برای بررسی گران‌روی مایعات مورد استفاده در فرآیندها استفاده می‌شود. بیشتر آزمایش‌های مدرسه‌ای اغلب شامل تغییر دما و/یا غلظت مواد مورد استفاده به منظور نشان دادن تأثیرات این ماده بر گران‌روی است. روش‌های صنعتی شامل بسیاری از روغن‌های مختلف و مایعات بسپاری مانند محلول ها می‌باشد.
اهمیت قانون استوکس با این واقعیت نشان داده می‌شود که نقش مهمی در تحقیقاتی که منجر به حداقل سه جایزه نوبل شد، ایفا کرد.
قانون استوکس برای درک شنای ریزاندامگان‌ها و زامه‌ها مهم است. همچنین، رسوب‌گذاری ذرات و موجودات کوچک در آب، تحت نیروی گرانش.
در هوا، همین نظریه را می‌توان برای توضیح اینکه چرا قطرات کوچک آب (یا کریستال‌های یخ) می‌توانند در هوا معلق بمانند (به صورت ابر) تا زمانی که به اندازه بحرانی رشد کنند و به صورت باران (یا برف و تگرگ) شروع به ریزش کنند، استفاده شود. استفاده مشابهی از معادله می‌تواند در ته‌نشین شدن ذرات ریز در آب یا شاره‌های دیگر انجام شود.

### سرعت حد کره در حال سقوط در یک شاره

جریان خزنده از کنار یک کره در حال سقوط در یک شاره (به عنوان مثال، قطره‌ای از مه که در هوا می‌افتد): خطوط جریان ، نیروی کشش F_{d} و نیروی گرانش F_{g}.

در سرعت حد(یا ته‌نشینی) ، نیروی اضافی Fg ناشی از تفاوت بین وزن و شناوری کره (هر دو ناشی از گرانش  ) به وسیله:
{\displaystyle F_{g}=\left(\rho _{p}-\rho _{\rm {f}}\right)\,g\,{\frac {4}{3}}\pi \,R^{3},}
که ρp و ρf به ترتیب چگالی کره و شاره و g شتاب گرانشی. نیاز به تعادل نیرو Fd = Fg و حل سرعت v سرعت حد vs را به دست می‌آورد. توجه داشته باشید که از آنجایی که نیروی اضافی با R3 افزایش می‌یابد و کشش استوکس با R افزایش می‌یابد، سرعت حد با R2 افزایش می‌یابد و بنابراین با اندازه ذرات مطابق شکل زیر بسیار تغییر می‌کند. اگر یک ذره فقط وزن خود را در حین سقوط در یک شاره دارای گران‌روی تجربه کند، آنگاه سرعت حد زمانی حاصل می شود که مجموع اصطکاک و نیروی شناوری بر ذره ناشی از شاره دقیقاً با نیروی گرانش متعادل شود. این سرعت v (m/s) به صورت زیر به‌دست می‌آید:
{\displaystyle v={\frac {2}{9}}{\frac {\left(\rho _{p}-\rho _{\rm {f}}\right)}{\mu }}g\,R^{2}}
(به صورت عمودی به سمت پایین اگر ρ p > ρ f ، به سمت بالا اگر ρ p < ρ f )، جایی که:
- g شتاب گرانشی است (m/s 2 )
- R شعاع ذره کروی (m) است.
- ρ p چگالی ذره است (kg/ m3 ).
- ρ f چگالی شاره است (kg/ m3 )
- μ گران‌روی دینامیکی (kg/(m*s)) است.

## استخراج

### جریان ثابت استوکس
در جریان استوکس، در عدد رینولدز بسیار پایین، شرایط شتاب همرفتی در معادلات ناویه-استوکس نادیده گرفته شده‌است. سپس معادلات جریان برای یک جریان ثابت تراکم ناپذیر تبدیل به صورت زیر نمایش داده می‌شوند:
{\displaystyle {\begin{aligned}&\nabla p=\mu \,\nabla ^{2}\mathbf {u} =-\mu \,\nabla \times \mathbf {\boldsymbol {\omega }} ,\\&\nabla \cdot \mathbf {u} =0,\end{aligned}}}
جایی که:
- p فشار شاره (بر حسب Pa) است.
- u سرعت جریان (بر حسب متر بر ثانیه) و
- ω ورتیسیته است (در s −1 )، که به صورت تعریف شده است {\displaystyle {\boldsymbol {\omega }}=\nabla \times \mathbf {u} .}

با استفاده از برخی از ویژگی‌های بردار محاسباتی، می‌توان نشان‌داد که این معادلات به معادلات لاپلاس برای فشار و هر یک از مولفه‌های بردار ورتیسیته منجر می شوند:
{\displaystyle \nabla ^{2}{\boldsymbol {\omega }}=0}   and   {\displaystyle \nabla ^{2}p=0.}
نیروهای اضافی مانند نیروهای گرانشی و شناوری در نظر گرفته نشده‌اند، اما به راحتی می‌توان آن‌ها را اضافه کرد زیرا معادلات فوق، خطی هستند؛ بنابراین می‌توان برهم‌نهی خطی راه‌حل‌ها و نیروهای مرتبط را اعمال کرد.

### جریان عرضی حول یک کره

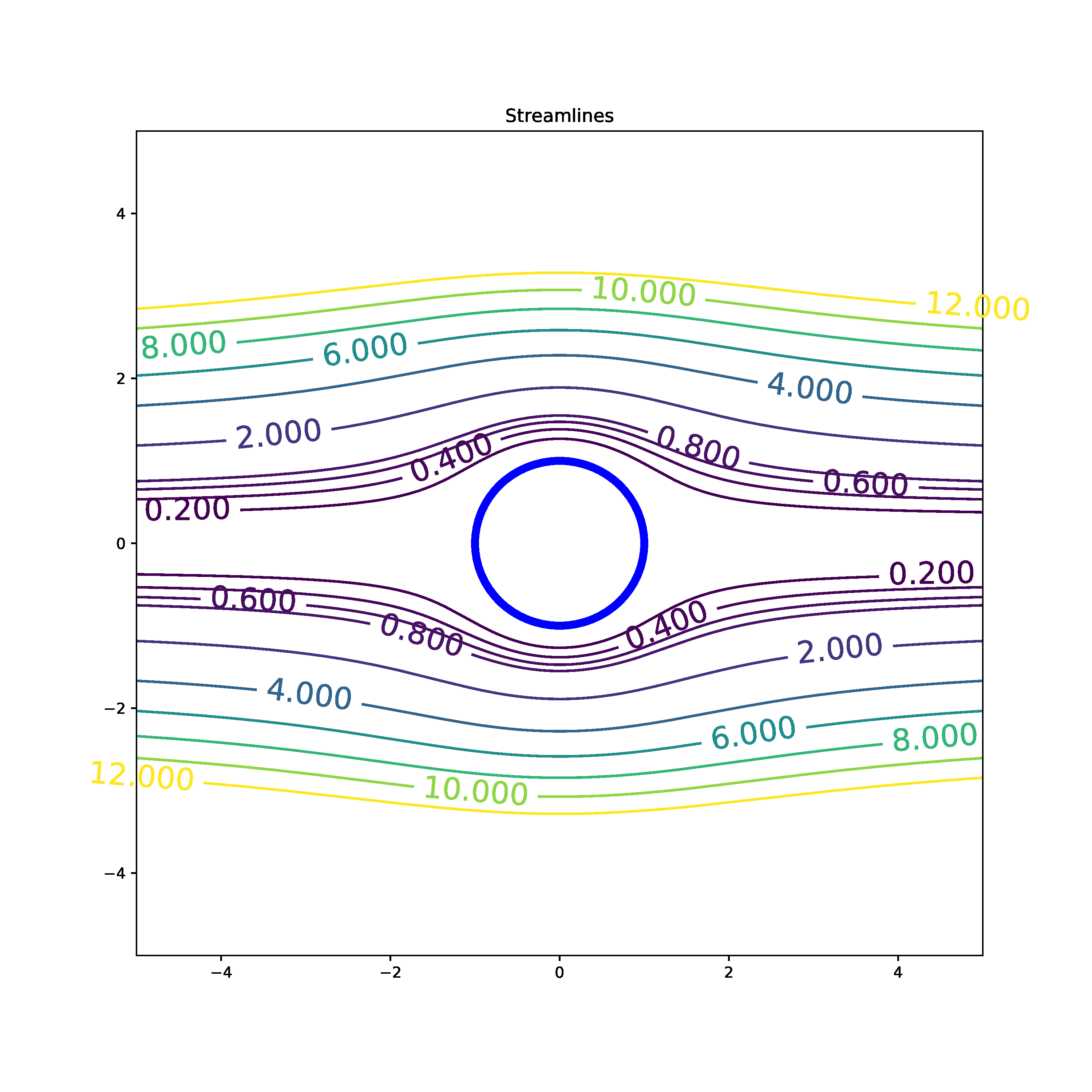
خطوط جریانی خزنده از کنار یک کره در یک شاره می‌گذرد.ایزوکانتورهای تابع ψ (مقادیر در برچسب‌های کانتور).

در مورد یک کره در یک جریان میدان دور یکنواخت، استفاده از یک دستگاه مختصات استوانه‌ای سودمند است ( r , φ , z ). محور z از مرکز کره عبور می‌کند و با جهت جریان متوسط هم‌تراز است، در حالی که r شعاع عمود بر محور z است. مبدأ در مرکز کره است. از آنجایی که جریان حول محور z متقارن است، مستقل از آزیموت φ است.
در این دستگاه مختصات استوانه‌ای، جریان تراکم ناپذیر را می‌توان با تابع جریان استوکس ψ ، بسته به r و z توصیف کرد:
{\displaystyle u_{z}={\frac {1}{r}}{\frac {\partial \psi }{\partial r}},\qquad u_{r}=-{\frac {1}{r}}{\frac {\partial \psi }{\partial z}},}
u r و u z به ترتیب مولفه‌های سرعت جریان در جهت r و z هستند. مولفه سرعت آزیموتال در این محور متقارن، در جهت φ برابر با صفر است. شار حجمی، از طریق لوله‌ای که با سطحی با مقدار ثابت ψ محدود شده‌است، برابر 2π ψ و ثابت است.
برای این مورد از یک جریان متقارن محوری، تنها مؤلفه غیر صفر بردار ورتیسیته ω، آزیموتال φ-مولفه ωφ است:
{\displaystyle \omega _{\varphi }={\frac {\partial u_{r}}{\partial z}}-{\frac {\partial u_{z}}{\partial r}}=-{\frac {\partial }{\partial r}}\left({\frac {1}{r}}{\frac {\partial \psi }{\partial r}}\right)-{\frac {1}{r}}\,{\frac {\partial ^{2}\psi }{\partial z^{2}}}.}
عملگر لاپلاس که بر ورتیسیته ωφ اعمال می‌شود، در این دستگاه مختصات استوانه‌ای با تقارن محوری تبدیل می‌شود:
{\displaystyle \nabla ^{2}\omega _{\varphi }={\frac {1}{r}}{\frac {\partial }{\partial r}}\left(r\,{\frac {\partial \omega _{\varphi }}{\partial r}}\right)+{\frac {\partial ^{2}\omega _{\varphi }}{\partial z^{2}}}-{\frac {\omega _{\varphi }}{r^{2}}}=0.}
از دو معادله قبلی و با شرایط مرزی مناسب، برای سرعت جریان یکنواخت میدان دور u در جهت z و کره‌ای به شعاع R ، جواب به دست می آید:
{\displaystyle \psi (r,z)=-{\frac {1}{2}}\,u\,r^{2}\,\left[1-{\frac {3}{2}}{\frac {R}{\sqrt {r^{2}+z^{2}}}}+{\frac {1}{2}}\left({\frac {R}{\sqrt {r^{2}+z^{2}}}}\right)^{3}\;\right].}

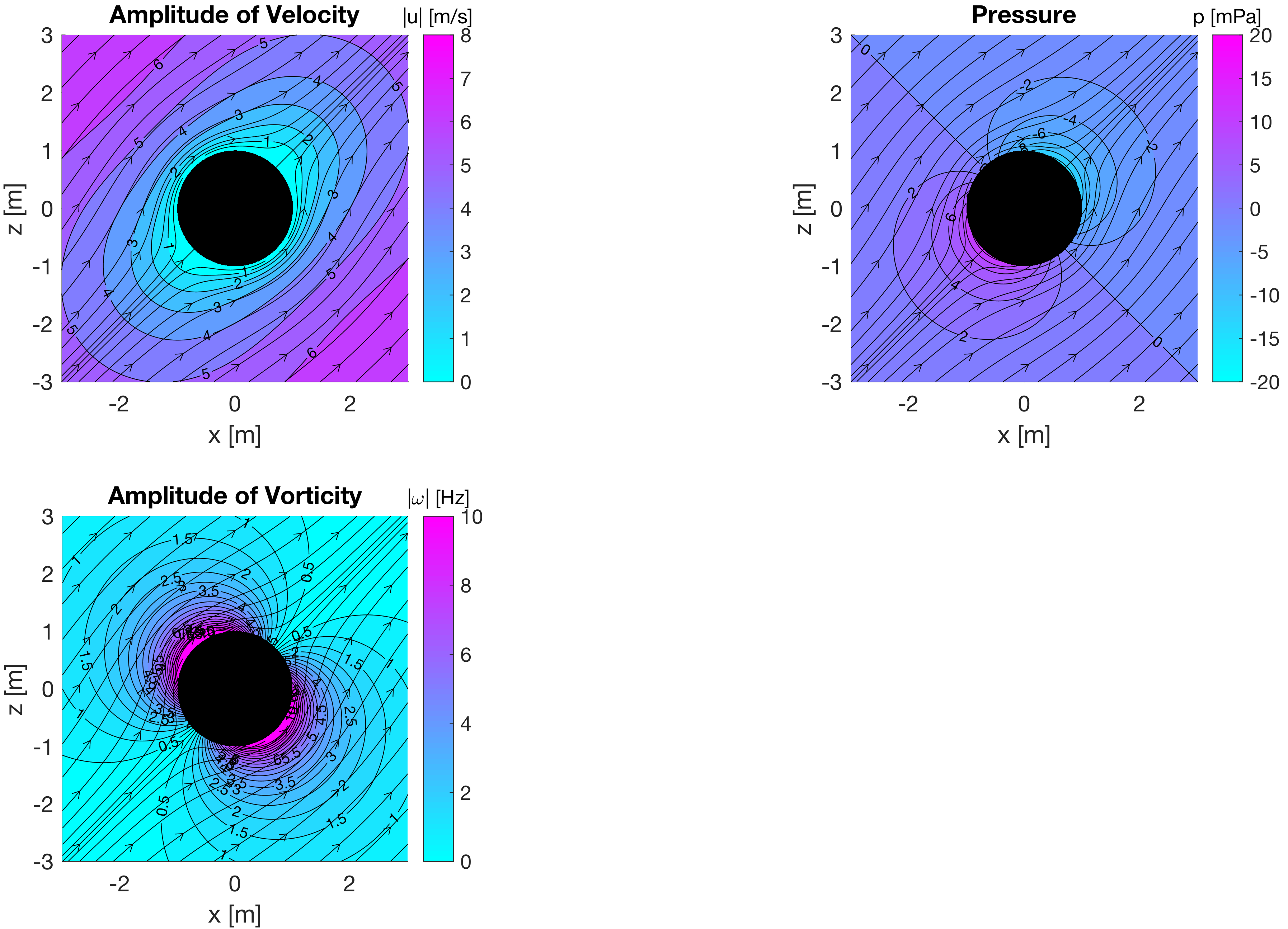
استوکس-جریان در اطراف کره با پارامترهای سرعت میدان دور ، شعاع کره گران‌روی آب (T = 20 درجه سانتی‌گراد). خطوط میدانِ میدانِ سرعت و دامنه‌های سرعت، فشار و ورتیسیته با شبه‌رنگ‌ها نشان داده شده‌است.

راه‌حل سرعت در دستگاه مختصات استوانه‌ای به صورت زیر است:
{\displaystyle u_{r}(r,z)={\frac {3R^{3}}{4}}\cdot {\frac {rzu}{{\sqrt {r^{2}+z^{2}}}^{5}}}-{\frac {3R}{4}}\cdot {\frac {rzu}{{\sqrt {r^{2}+z^{2}}}^{3}}}}
{\displaystyle u_{z}(r,z)={\frac {R^{3}}{4}}\cdot \left({\frac {3uz^{2}}{{\sqrt {r^{2}+z^{2}}}^{5}}}-{\frac {u}{{\sqrt {r^{2}+z^{2}}}^{3}}}\right)+u-{\frac {3R}{4}}\cdot \left({\frac {u}{\sqrt {r^{2}+z^{2}}}}+{\frac {uz^{2}}{{\sqrt {r^{2}+z^{2}}}^{3}}}\right)}
حل ورتیسیته در دستگاه مختصات استوانه‌ای به صورت زیر است:
{\displaystyle \omega _{\varphi }(r,z)=-{\frac {3Ru}{2}}\cdot {\frac {r}{{\sqrt {r^{2}+z^{2}}}^{3}}}}
راه‌حل فشار در دستگاه مختصات استوانه‌ای به صورت زیر است:
{\displaystyle p(r,z)=-{\frac {3\mu Ru}{2}}\cdot {\frac {z}{{\sqrt {r^{2}+z^{2}}}^{3}}}}
راه‌حل فشار در دستگاه مختصات کروی به صورت زیر است:
{\displaystyle p(r,\theta )=-{\frac {3\mu Ru}{2}}\cdot {\frac {\cos \theta }{r^{2}}}}
فرمول فشار همچنین پتانسیل دوقطبی مشابه مفهوم در الکترواستاتیک نامیده می شود.
یک فرمول کلی‌تر، با بردار سرعت میدان دور دلخواه {\displaystyle \mathbf {u} _{\infty }} ، در دستگاه مختصات دکارتی {\displaystyle \mathbf {x} =(x,y,z)^{T}} به صورت زیر نشان داده می‌شود:
{\displaystyle {\boldsymbol {\omega }}(\mathbf {x} )=-{\frac {3R}{2}}\cdot {\frac {\mathbf {u} _{\infty }\times \mathbf {x} }{\|\mathbf {x} \|^{3}}}}
{\displaystyle p\left(\mathbf {x} \right)=-{\frac {3\mu R}{2}}\cdot {\frac {\mathbf {u} _{\infty }\cdot \mathbf {x} }{\|\mathbf {x} \|^{3}}}}
در این فرمول، اصطلاح ناپایستار نوعی به اصطلاح استوکسلت را نشان می‌دهد. استکوسلِت تابع گرین از معادلات استوکس-جریان است. عبارت پایستار برابر با میدان گرادیان دوقطبی است. فرمول ورتیسیته مشابه قانون بیو-ساوار در الکترومغناطیس است.
فرمول زیر تانسور تنش شاره دارای گران‌روی را برای حالت خاص جریان استوکس توصیف می‌کند که در محاسبه نیروی وارد بر ذره مورد نیاز است. در مختصات دکارتی بردار- گرادیان {\displaystyle \nabla \mathbf {u} } با ماتریس ژاکوبی یکسان است. ماتریس {\displaystyle \mathbf {I} } نشان دهنده ماتریس ویژگی است .
{\displaystyle {\boldsymbol {\sigma }}=-p\cdot \mathbf {I} +\mu \cdot \left((\nabla \mathbf {u} )+(\nabla \mathbf {u} )^{T}\right)}
نیروی وارد بر کره با انتگرال سطح محاسبه می‌شود، جایی که {\displaystyle \mathbf {e_{r}} } واحد بردار شعاعی دستگاه مختصات کروی را نشان می‌دهد:
{\displaystyle \mathbf {F} =\iint _{\partial V}\!\!\!\!\!\!\!\!\!\!\!\!\!\!\subset \!\supset \;{\boldsymbol {\sigma }}\cdot {\text{d}}\mathbf {S} =\int _{0}^{\pi }\int _{0}^{2\pi }{\boldsymbol {\sigma }}\cdot \mathbf {e_{r}} \cdot R^{2}\sin \theta {\text{d}}\varphi {\text{d}}\theta =\int _{0}^{\pi }\int _{0}^{2\pi }{\frac {3\mu \cdot \mathbf {u} _{\infty }}{2R}}\cdot R^{2}\sin \theta {\text{d}}\varphi {\text{d}}\theta =6\pi \mu R\cdot \mathbf {u} _{\infty }}

### جریان چرخشی حول یک کره

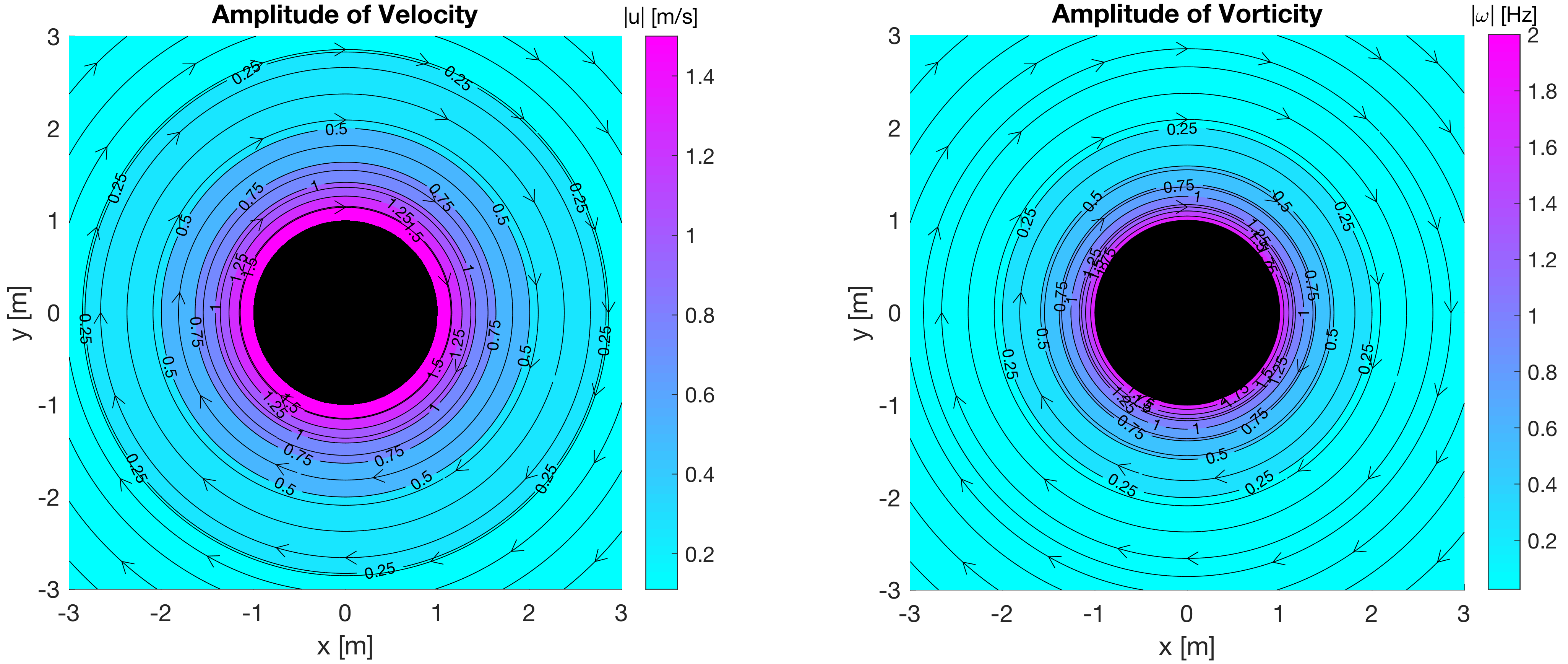
استوکس - جریان در اطراف کره: ، ،

{\displaystyle \mathbf {u} (\mathbf {x} )=-\;R^{3}\cdot {\frac {{\boldsymbol {\omega }}_{R}\times \mathbf {x} }{\|\mathbf {x} \|^{3}}}}
{\displaystyle {\boldsymbol {\omega }}(\mathbf {x} )={\frac {R^{3}\cdot {\boldsymbol {\omega }}_{R}}{\|\mathbf {x} \|^{3}}}-{\frac {3R^{3}\cdot ({\boldsymbol {\omega }}_{R}\cdot \mathbf {x} )\cdot \mathbf {x} }{\|\mathbf {x} \|^{5}}}}
{\displaystyle p(\mathbf {x} )=0}
{\displaystyle {\boldsymbol {\sigma }}=-p\cdot \mathbf {I} +\mu \cdot \left((\nabla \mathbf {u} )+(\nabla \mathbf {u} )^{T}\right)}
{\displaystyle \mathbf {T} =\iint _{\partial V}\!\!\!\!\!\!\!\!\!\!\!\!\!\!\subset \!\supset \mathbf {x} \times \left({\boldsymbol {\sigma }}\cdot {\text{d}}{\boldsymbol {S}}\right)=\int _{0}^{\pi }\int _{0}^{2\pi }(R\cdot \mathbf {e_{r}} )\times \left({\boldsymbol {\sigma }}\cdot \mathbf {e_{r}} \cdot R^{2}\sin \theta {\text{d}}\varphi {\text{d}}\theta \right)=8\pi \mu R^{3}\cdot {\boldsymbol {\omega }}_{R}}

## انواع دیگر جریان استوکس
اگرچه مایع ساکن است و کره با سرعت معینی در حال حرکت است، با توجه به ساختار کره، کره در حالت سکون در نظر گرفته می‌شود و مایع را در حالت جریان، در جهت مخالف حرکت کره در نظر گرفته می‌شود.

## همچنین ببینید
- رابطه انیشتین (نظریه جنبشی)
- قوانین علمی به نام افراد
- معادله کشش
- ویسکومتری
- قطر کروی معادل
- رسوب‌گذاری (زمین‌شناسی)